# Heinrich von Huyssen

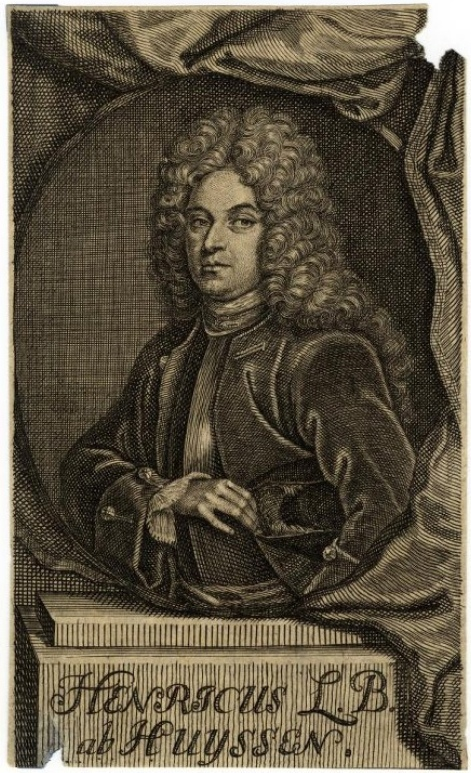
Heinrich von Huyssen (1666–1739)

Heinrich Freiherr von Huyssen (* 27. Juli 1666 in Essen; † 6. September 1739 vor Kopenhagen) war ein deutscher Diplomat und Berater Peter des Großen.

## Leben
Der Sohn eines Ratsherren und Kaufmannes besuchte das Gymnasium in Dortmund. Anschließend studierte er Rechtswissenschaften an der Alten Universität in Duisburg und an der Universität in Köln, anschließend Sprachen an der Franckeschen Stiftungen in Halle und schließlich Rechtswissenschaften und Geschichte an der Universität in Leipzig.
Es folgten ausgedehnte Studienreisen, bis er 1688 in den Dienst des Herzogs von Valdenza in Straßburg trat. 1689 folgte seine Dissertation. Nach einer Reise nach Rom setzte er sein Studium der Rechte an der Universität in Wien für ein Jahr fort. In den Jahren 1691 und 1692 war er an den Franckeschen Stiftungen als Dozent beschäftigt. Anschließend kehrte er kurz nach Essen zurück, ging allerdings 1693 als Privatlehrer nach Utrecht. 1695 war er wieder kurz in Essen, ging dann in die Nähe von Genf als Vermögensverwalter. 1699 lebte er in Paris und wechselte anschließend in den Dienst der Fürstin von Waldeck, für die er auch in Berlin tätig war. Im Jahre 1700 war er Hof- und Regierungsrat des Fürsten von Waldeck. Dort lernte er den sächsischen General von Flemming kennen, für den er dann bis zum 23. Juli 1702 als Sekretär tätig war.
Dann stand er seit 1702 in russischen Diensten. Bis 1705 war er Jurist und Lehrer von Alexei von Russland; er ging in diesem Jahr als Gesandter nach Wien. Ab 1707 war er Historiograph von Peter I. Unter anderem schrieb er dann die Laudatio zum Tode Peter des Großen am 8. Februar 1725. Ab 1726 war er als Rat und wirklicher Staatsrat im Kriegskollegium, wurde aber überraschend 1732 durch die Zarin Anna entlassen. Um seinen Ruhestand in Deutschland zu verbringen, brach er 1739 zu seiner Rückreise nach Deutschland auf. Er verstarb noch auf der Reise an der Küste von Dänemark vor Kopenhagen und wurde in Helsingør begraben.
1710 wurde er als auswärtiges Mitglied in die Königlich Preußische Sozietät der Wissenschaften aufgenommen.